# Nemesia asterix
Espèce
Nemesia asterix est une espèce d'araignées mygalomorphes de la famille des Nemesiidae.

## Distribution
Cette espèce est endémique de Sardaigne en Italie. Elle se rencontre dans le Sud-Est de l'île.

## Description
Le mâle holotype mesure 13,3 mm et la femelle paratype 20,5 mm.

## Publication originale
- Decae & Huber, 2017 : Description of a new Nemesia species from Sardinia that constructs a remarkable star-shaped trapdoor (Araneae: Mygalomorphae: Nemesiidae). Arachnology, vol. 17, no 4, p. 188-194.